# Bellefontaine (Manche)
Bellefontaine település Franciaországban, Manche megyében. Lakosainak száma 141 fő (2018. január 1.). Bellefontaine Chérencé-le-Roussel, Juvigny-le-Tertre, Le Mesnil-Tôve, Romagny-Fontenay és Saint-Barthélemy községekkel határos.

## Népesség
A település népességének változása:
| Lakosok száma | 293  | 254  | 222  | 145  | 159  | 159  | 144  | 133  | 126  | 141  |
|               | 1968 | 1975 | 1982 | 1990 | 1999 | 2011 | 2013 | 2015 | 2017 | 2018 |